# 曾侯乙
曾侯乙（約前477年─前433年），是中国战国时期曾國（今湖北随州一带）的君主，名（一说日名）「乙」，史籍沒有记载。據銘文記載亡日在“三日甲寅”，即前433年五月初三（公历4月1日），推則年齡約45歲左右。1978年于曾侯乙墓出土了大量文物，涉及生活品、礼器、兵器、竹简等。其中最著名的是一套大型编钟，为中国之最；而曾侯乙建鼓底座亦是中國國寶之一，在上海世界博覽會上展覽。